# سوئونن‌یوکی
سوئونِن‌یوکی (به فنلاندی: Suonenjoki) یک شهرک در فنلاند است که در ساوونیای شمالی واقع شده‌است. این شهرک در سال ۲۰۱۷ میلادی ۷٬۳۰۴ نفر جمعیت داشته‌است.